# Flotilla

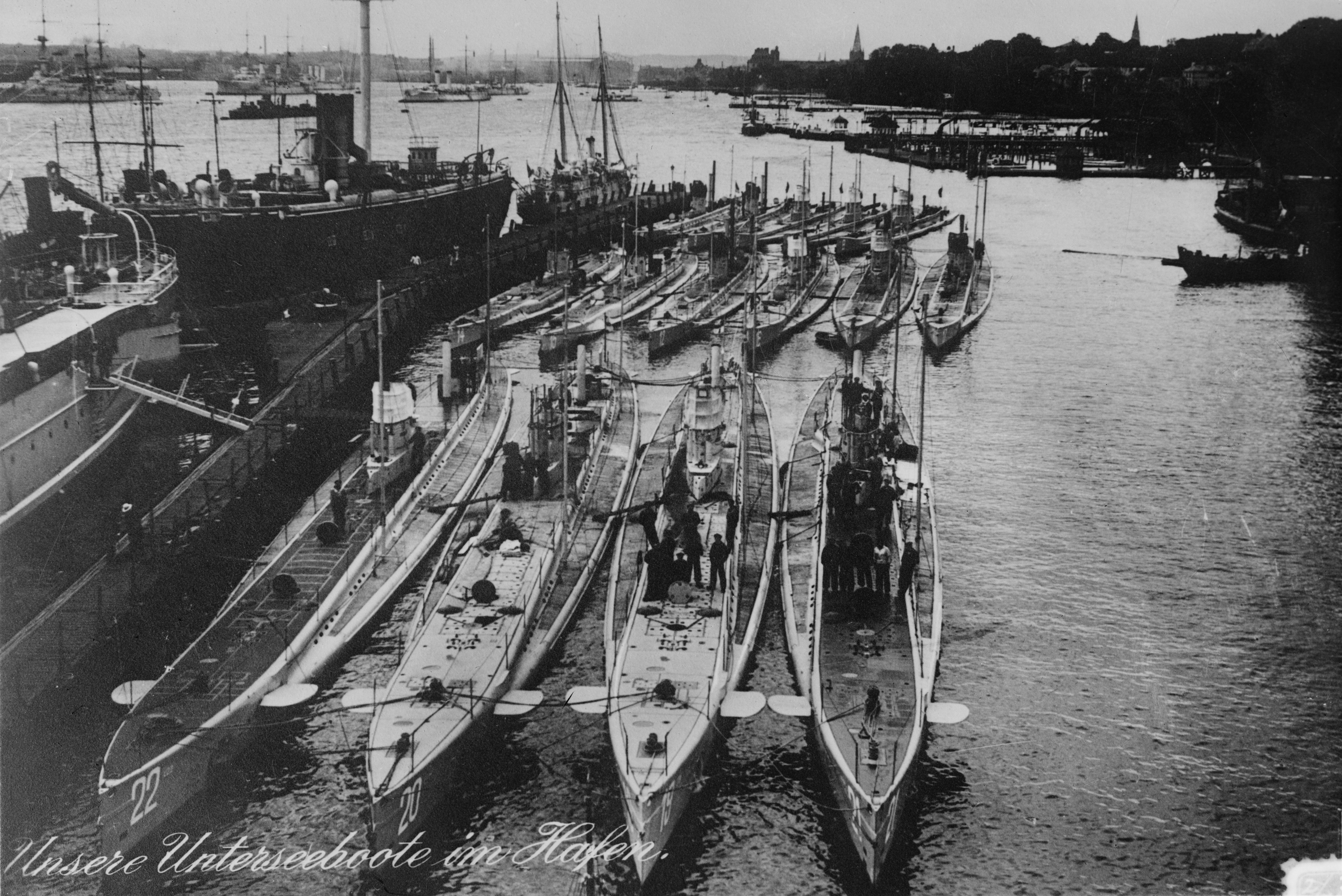
Una flotilla de submarinos U-Boote alemanes de 1914.

Una flotilla es una formación de los buques de guerra pequeños que pueden ser parte de una flota más grande. Un flotilla se compone generalmente de un grupo homogéneo de una misma clase de buques de guerra, tales como destructores, torpederos, submarinos, cañoneros o dragaminas. Los buques de guerra más grandes se agrupan en escuadras o escuadrones.
Como flotilla también se hace referencia a la flotilla de aeronaves que es donde se encuadran las diversas escuadrillas de aviones y helicópteros de la Armada.

## Definición de la Real Academia Española
Según la definición de la Real Academia Española flota es también «1. f. Conjunto de barcos mercantes de un país, de una compañía de navegación o de una línea marítima.», y flotilla es «1. f. Flota compuesta de buques pequeños.».
En la náutica deportiva se define Flotilla como grupo de embarcaciones de similares características que navegan juntas o comparten titularidad, base, patrocinador, objetivo o marca (Flotilla dorada).

## Otras definiciones
En el ramo automotriz, se le denomina flotilla a un grupo de autos, ya sea para efecto de compra o venta o por simple agrupación. Ejemplo, "El precio del auto por flotilla es más económico".
En el medio asegurador, se le denomina flota a un grupo de automóviles (más de dos unidades) que se aseguran a nombre de un mismo contratante o cliente.
En otros ámbitos más locales, se le denomina flotilla a un grupo de carritos usados para un mismo fin. Por ejemplo, las flotillas de los carritos de los camotes que se alquilan a los vendedores.